# Bohumil Zahradník-Brodský

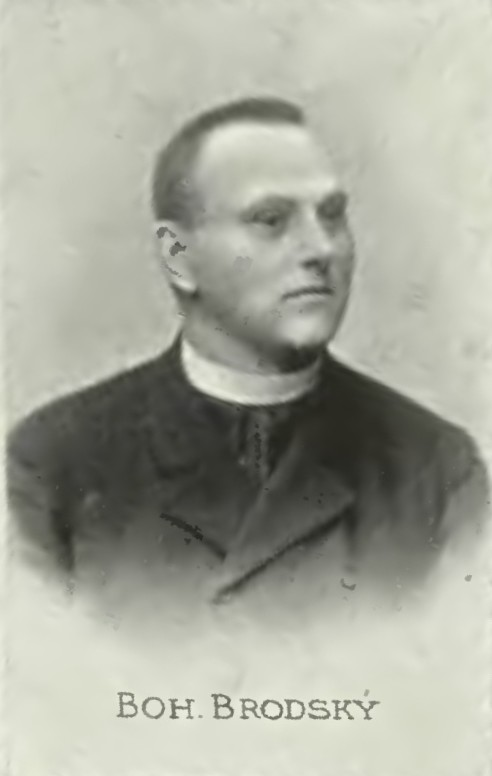
Bohumil Zahradník-Brodský

Bohumil Zahradník-Brodský (* 21. August 1862 als Bohumil Zahradník in Hostatschow,; † 26. November 1939 in Pruhonitz) war ein tschechischer Schriftsteller, Autor von Romanen und Kurzgeschichten.

## Leben
Bohumil Zahradník kam als Kind des Schlossgärtners Karl Zahradník und der Marie Zahradník, geborene Kroupský, zur Welt. Er hatte zwei Geschwister: Maria (geboren 1856) und Theodor (1864 – 1926). Er besuchte die Volksschule in Hostačov und von 1874 bis 1882 das Gymnasium in Deutschbrod. Hier veröffentlichte er in einer Studentenzeitschrift seine erste Arbeit. Danach studierte er katholische Theologie in Königgrätz und wurde 1886 zum Priester geweiht. Zuerst war er Kaplan in Srutsch an der Sasau und von 1889 bis 1919 Pfarrer in Ouběnice. In seiner Pfarrei setzte er sich für eine moderne Wirtschaftsweise ein und gründete eine Genossenschaft.
Im Jahre 1908 heiratete er heimlich Anna Zahradníková-Plešingrová (1870 – 1935), einer Übersetzerin aus dem Englischen und Autorin eines Kleinbuches, mit dem er die Tochter Růžena Zahradniková-Brodský (1911 – 2000) hatte. In den Jahren 1918 bis 1919 stand er an der Spitze einer Bewegung, die sich für eine Reform der katholischen Kirche (Abschaffung des Zölibats, Verwendung der tschechischen Sprache in der Liturgie) einsetzte. Als die Bewegung keinen Erfolg hatte, trat er aus der katholischen Kirche aus und wurde 1920 Mitbegründer der Tschechischen Nationalkirche. Unmittelbar danach trat er in die tschechoslowakische orthodoxe Kirche ein. Grund dafür war angeblich die Enttäuschung darüber, dass er nicht als neuer Bischof der Tschechischen Nationalkirche gewählt wurde und dass er eine enge Zusammenarbeit mit der serbisch-orthodoxen Kirche nicht durchsetzen konnte.
1919 zog Bohumil Zahradník nach Prag und arbeitete dort als Beamter im Ministerium für Schulwesen und Aufklärung, ab 1922 als Ministerialrat. Er war Mitglied der Agrarpartei, wirkte im Verein Svatobor, in der Verlagskooperative Maja und im Komitee des Syndikats tschechischer Schriftsteller. 1924 ging er in den Ruhestand und widmete sich der Literatur. Mehrere seiner Bücher wurden verfilmt. Er wurde in Prag auf dem Wolschaner Friedhof begraben.
Er benutzte den Spitznamen Brodský und die Pseudonyme Vaclav Galus, Jan Gregor, Ondzej Lexa, Vladimir Lucian, Hugo Léman und Vlastimil Schumavský. Er erhielt den St.-Sava-Orden.